# Rhogosana rugulosa
Rhogosana rugulosa är en insektsart som beskrevs av Henry Fairfield Osborn 1938. Rhogosana rugulosa ingår i släktet Rhogosana och familjen dvärgstritar. Inga underarter finns listade i Catalogue of Life.